# ARCHIVE LOVERS
『ARCHIVE LOVERS』は（アーカイーブ・ラバーズ）は、彩音の1枚目のオリジナルアルバム。2007年4月25日に5pb.から発売された。

## 概要
内訳としてシングル6曲・コンピレーション収録3曲（うちサウンドトラック収録1曲）・初収録4曲の全13曲が収録されている。タイトルであり、リード曲でもある「ARCHIVE LOVERS」には、彩音の想い出や愛が詰め込まれている。
またメーカー特典に「☆AYANE☆ Trance Medley」CDが貰えた。収録曲は1曲しかないが、
1. 「ORANGE」（PS2「Memories Off 5 とぎれたフィルム」オープニング主題歌）
2. 「アカシアの木の下で」（PS2「乙女の事情」オープニング主題歌）
3. 「To the Moon」（PS2「I/O」挿入歌）
4. 「嘆きノ森」（PS2「ひぐらしのなく頃に祭」オープニング主題歌）
5. 「Private place」（PS2「龍刻」オープニング主題歌）
6. 「ロマンシングストーリー」（PS2「Memories Off 5 とぎれたフィルム」エンディング主題歌）

を1つのトランスメドレー形式にしたこの特典でしか聴けない内容となっている。

## 収録曲
- （全曲）作詞・作曲：志倉千代丸

1. ORANGE
  - PS2ゲーム『Memories Off #5 とぎれたフィルム』OP主題歌

編曲：磯江俊道
2. Private place
  - PS2ゲーム『龍刻 RYU-KOKU』OP主題歌

編曲：磯江俊道
3. アカシアの木の下で
  - PS2ゲーム『乙女の事情』OP主題歌

編曲：磯江俊道
4. After Rain
  - PS2ゲーム『Memories Off After Rain』ED主題歌

上野浩司
5. ARCHIVE LOVERS
編曲：磯江俊道
6. そよ風のシルエ
  - PCゲーム『水夏A.S+ 〜SUIKA〜』ED主題歌

上野浩司
7. Film Makers
  - OVA『Memories Off #5 とぎれたフィルム THE ANIMATION』主題歌

編曲：磯江俊道
8. コンプレックス・イマージュ
  - PS2ゲーム『ひぐらしのなく頃に祭 〜澪尽し編〜』OP主題歌

編曲：上野浩司
9. To the Moon
  - PS2ゲーム『I/O』挿入歌

編曲：磯江俊道
10. 龍刻の彼方へ
  - PS2ゲーム『龍刻 RYU-KOKU』ED主題歌

編曲：川越好博
11. 嘆きノ森
  - PS2ゲーム『ひぐらしのなく頃に祭』OP主題歌

編曲：磯江俊道
12. カカシ（Orchestra version）
  - PCゲーム『水夏A.S+ 〜SUIKA〜』ED主題歌

編曲：磯江俊道
13. ロマンシングストーリー
  - PS2ゲーム『Memories Off #5 とぎれたフィルム』グランドED主題歌

編曲：磯江俊道